# Самохвалов, Фёдор Николаевич
Фёдор Николаевич Самохвалов  (1916—1941) — участник Великой Отечественной войны, комиссар роты средних танков 1-го танкового полка 1-й отдельной танковой бригады 21-й армии Юго-Западного фронта, заместитель политрука. Герой Советского Союза.

## Биография
Родился 21 апреля 1916а в деревне Самофаловка (ныне — Хомутовского района Курской области) в крестьянской семье. Украинец.
В 1922 году умер отец Фёдора, а в 1926 году он вместе с матерью переезжает в город Сальск, к своему дяде — машинисту паровозного депо. Мать устроилась рабочей на станцию Сальск, а Фёдор поступил во 2-й класс железнодорожной школы № 9.
Окончил семилетнюю школу и поступил в Тихорецкую школу ФЗУ. Затем учился в сельхозтехникуме, но позже поступил и окончил Пролетарское педагогическое училище (1936). С 1936 по 1939 год работал учителем начальных классов в школе при конезаводе имени С. М. Будённого в Сальском районе Ростовской области. Преподавал физкультуру, пение, черчение и рисование, заявил себя как талантливый педагог и воспитатель. Создал одну из первых в Сальском районе школьную комсомольскую организацию. Летом 1939 года поступил на заочное отделение Ростовского пединститута, и уже в августе его назначили директором школы Манычского сельсовета в совхозе имени Фрунзе.
Член ВКП(б) с 1939 года. В Красной Армии с декабря 1940 года. Участник Великой Отечественной войны с июня 1941 года.
Комиссар роты средних танков 1-го танкового полка 1-й отдельной танковой бригады, заместитель политрука Фёдор Самохвалов 10 раз водил свою роту в атаку, личным примером увлекая бойцов. В боях под Штеповкой Сумской области проводя разведку установил количество и состав войск противника, что дало возможность нашим частям полностью уничтожить штеповскую группировку врага. В этих боях Самохвалов на своём танке лично уничтожил: 1 средний танк, 2 миномётных батареи, батарею крупнокалиберных пулемётов, до взвода пехоты и захватил 2 штабных автобуса с документами. 22 октября 1941 года в бою под городом Белгород политработник во главе взвода танков атаковал численно превосходящего противника и огнём своих танков уничтожил: 5 танков противника, миномётную батарею, 2 противотанковых орудия и до роты пехоты. В этом бою танк Самохвалова был подбит и загорелся, несмотря на это он продолжал вести огонь по противнику и погиб сгорев в танке.
Указом Президиума Верховного Совета СССР «О присвоении звания Героя Советского Союза начальствующему составу Красной Армии» от 27 декабря 1941 года за «образцовое выполнение боевых заданий командования на фронте борьбы с немецкими захватчиками и проявленные при этом отвагу и геройство» заместителю политрука Самохвалову Фёдору Николаевичу посмертно присвоено звание Героя Советского Союза.
Первоначально был похоронен на северной окраине села Болховец. Позднее был перезахоронен в братской могиле на ул. Сумской в городе Белгороде. На месте погребения установлен памятник погибшим танкистам.

## Награды
- Герой Советского Союза (27.12.1941, медаль «Золотая Звезда»)[2];
- орден Ленина (27.12.1941)[2]

## Память

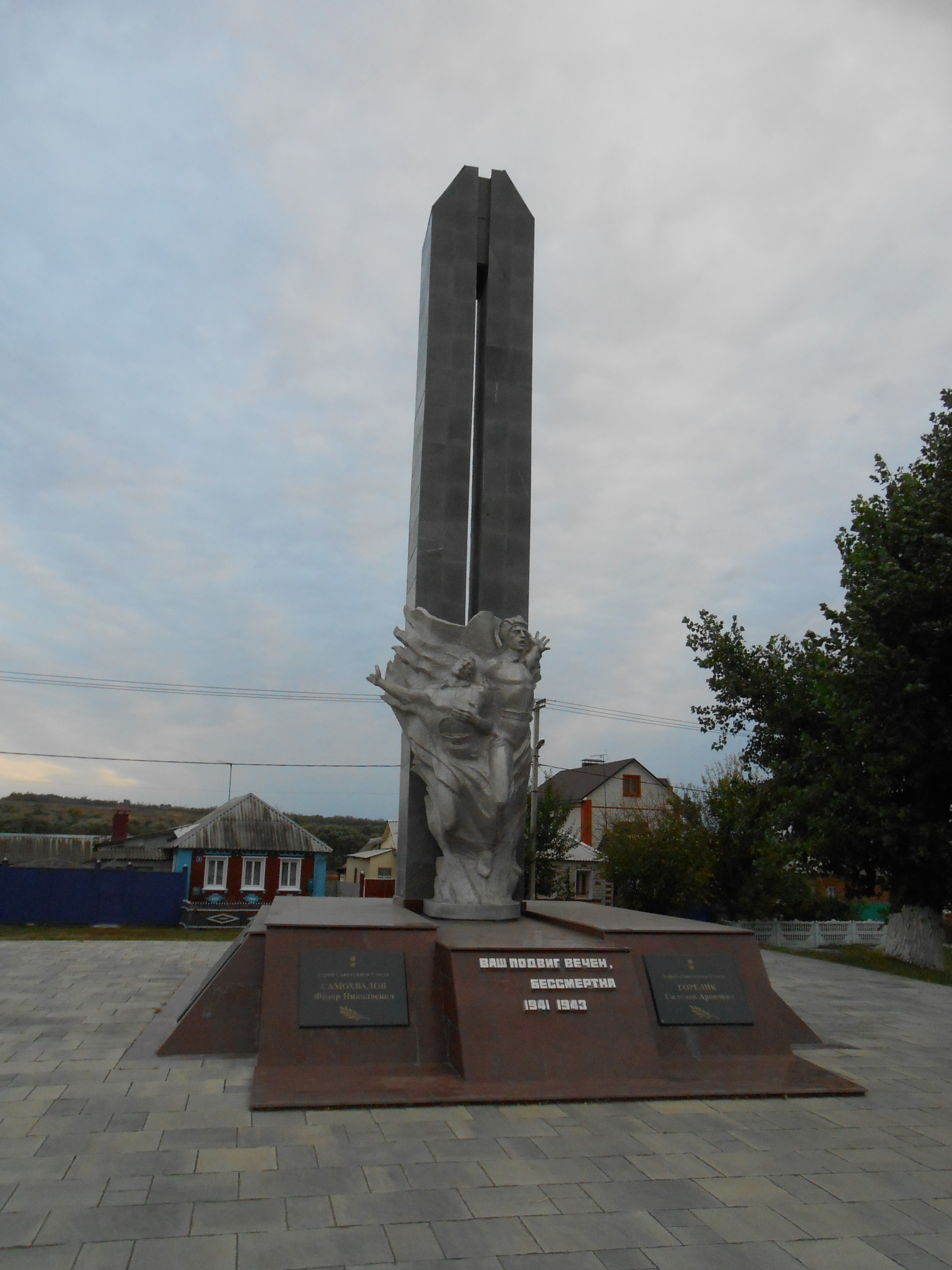
Братская могила 399 советских воинов, среди которых герои Советского Союза танкисты С. А. Горелик и Ф. Н. Самохвалов

- Именем Самохвалова названы улицы в Конезаводе имени Будённого и городе Сальске Ростовской области, где у школы № 80 установлен бюст Героя, а на здании школы — мемориальная доска, а также в селе Стрелецкое Белгородского района Белгородской области.
- В Музее боевой и трудовой славы Будённовской школы № 80 имеются материалы, посвященные Самохвалову[5]. В школе пионерская дружина носила его имя.